# Насі (титул)
Насі (івр. נָשִׂיא) — єврейський титул, що означає «князь», «цар» у старозавітному івриті, «принц, голова (Синедріону)» у мішнаїтському івриті, або «президент» у сучасному івриті.
Слово «насі» має у основі корінь, що означає піднесення чого-небудь, тому «насі» означає «піднесений», або «величний».

## Використання

### Буття й Стародавній Ізраїль
Іменник Насі (включаючи його граматичні варіанти), зустрічається 132 рази в масоретському тексті Старого Завіту, що українською мовою зазвичай перекладається як «князь» й рідше «начальник». Перше використовується для опису 12 князів, що походять від Ізмаїла, у Бутті 17:20, 25:16; вдруге використовується у Бутті 23:6, де хетти визнають Авраама за «князя від Бога» (пер. Куліша; івр. נְשִׂיא אֱלֹהִים, несі елогім).
У Бутті 34:2 Сихема сина Гамора хівеянина, що згвалтував дочку Якова, названо — насі краю.
У книзі Вихід 16:22, 34:31 насі названі начальники громади Ізраїлю, що прийшли до Мойсея. У книзі Числа 2:3, 5, 7, 19, 12, 14, 18, 20, 22, 25, 27, 29 перераховані як насі князі кожного з ізраїльських племен, де вони приносять дар у скинію, 12 днів поспіль. Також насі названі голови батьківських домів племені левітів у Числа 3:24, 30, 35. Про сина первосвященника Аарона Елеазара у Числа 3:32 сказано, що він має бути «насі над насі» левітів.
Пізніше в історії Стародавнього Ізраїлю титул насі також відноситься й до юдейських начальників; Єзекіля 7:27, 12:10,12, 19:1, 21:12, 25, 22:6, 26:16, 27:21, 44:2-18; Езра 1:8 говорить про начальника Шешбазара, що прийняв від перського царя Кира посуд Дому Господнього, що колись виніс вавилонський цар Навуходоносор. Термін «насі» також вживається до князів моря (Єз. 26:16) Проте «насі» за часів Ізраїльського й Юдейського царств відрізняється від титулу царя, яких означено єврейським словом «мелек».
У Псалмі 135:7, Приповістях 25:14, Єремія 10:13, 51:16 «насі» перекладено у значенні «хмари», або «пара».

### Період Другого Храму
За доби Другого Храму (530 рік до Р.Х. — 70 рік після Р. Х.) насі був самим високопоставленим членом й головою Синедріону, або Асамблеї, у тому числі, коли він засідав у карному суді. Титул насі було відтворено у 191 році до Р. Х. коли Синедріон втратив впевненість у здатності первосвященника бути головою. Римляни визнали насі за Патріарха євреїв, що займає високе місце у Римській офіційній ієрархії, тому всі євреї мали сплачувати йому податок на утримання.

### Пізня Римська імперія
Насі відновлені у статусі патріарха або голови суду через кілька років після Бар-Кохби. Це надало насі силу, яку поважали як юдеї, так й римляни. Єврейська громада у Вавилонії також вважала на них. насі керував й служив у якості політичного представника перед владою, тоді як релігійне керівництво очолювали вчені Тори. насі мав право призначати й відстороняти громадських старійшин всередині й за межами Ізраїлю. Римляни поважали насі, надали йому додаткову територію та дозволили встановлювати податки на власне утримання. Згідно з єврейським законом, інтеркаляційний тринадцятий місяць єврейського календарія, Адар Бет, оголошував насі.
Гамаліїл VI був останнім насі. Він помер 425 року, після чого Римський імператор Феодосій II скасував титул патріарха-насі. Патріархальний податок був скерований до аераріуму (римська скарбниця) від 426 року.

### Середньовіччя
Титул насі застосовували пізніше до високопосадовців у єврейській громаді, та до євреїв, які займали чільні посади у судах неєврейських правителів. Деякі великі діячі у єврейській історії використовували титул, у тому числі Юда (Юда га-Насі), — головний редактор Мішни.
насі також були поширені під час VIII сторіччя у Франкському королівстві. Вони були дуже привілейованою групою у Каролінзькій Франції. Євреї співпрацювали з королем Піпіном, щоб покласти кінець мусульманському пануванню над їхнім містом у 759 році. Євреї капітулювали, а Піпін спромігся утримати сарацинів в Іспанії. Піпін завдячив євреям землями та привілеями, як правом на судову й релігійну автономію з власним керівництвом. Спадкоємці короля Піпіна та насі тримали тісні стосунки до десятого сторіччя.

### Єврейська громада в Ємені XVII–XX сторіччя
За даними етнографа Еріха Брауера, серед євреїв Ємену, титул насі належав до особи з найзнатнішої та найбагатшої родини у громаді. У громаді не існувало прямого вибору когось на цю посаду. Загалом, насі також був вченим, знавцем Тори, що не було умовою для цієї посади. Його обов'язками було представництво громади у всіх справах перед державою. На нього також покладався обов'язок збору річного подушного податку (ğizya), та врегулювання суперечок між членами спільноти.

### У Хабаді
Термін насі було використано любавицьким ребе Менахемом Мендлом Шнеєрсоном для духовних очільників руху Хабад. Зокрема, він використовував термін «насі га-дор» (івр. נשיא הדור; «князь покоління») або «насі дорейну» (івр. נשיא דורנו; «князь нашого покоління») по відношенню до свого тестя, ребе Йосефа Іцхака Шнеєрсона. Це визначення насі-дорейну пізніше було прийняте по відношенню до самого рабина Менахема Мендла Шнеєрсона його послідовниками.

### Сучасний Іврит
У сучасному івриті, насі означає «президент», і не використовується у його класичному розумінні. Титул насі використовується, в Ізраїлі, як титул голови держави та голови Верховного Суду. Тепер для означення принца або князя використовується слово — насіх (івр. נסיך).

## Список Несі
Насі за доби мішни:
| Насі                             | Термін         | Термін         |
| -------------------------------- | -------------- | -------------- |
| Йосе бен Йоезер                  | 170 р. до Р.Х. | 140 до Р.Х.    |
| Єшуа бен Перачя                  | 140 до Р.Х.    | 100 р. до Р.Х. |
| Симеон бен Шетах                 | 100 р. до Р.Х. | 60 до Р.Х.     |
| Шмайя                            | 65 р. до Р.Х.  | С. 31 до Р.Х.  |
| Хіллель Старший                  | С. 31 до Р.Х.  | 9 РЄ           |
| Шимон бен-Гіллел                 | 9              | 9              |
| Шаммай                           | 9              | 30             |
| Раббан Гамаліїл Старший          | 30             | 50             |
| Раббан Шимон бен Гамліель        | 50             | 70             |
| Раббан Йоханан бен-Закай         | 70             | 80             |
| Раббан Гамаліїл II з Явне        | 80             | 118            |
| Раббі Елеазар бен Азарія         | 118            | 120            |
| Міжцарів'я (повстання Бар Кохби) | 120            | 142            |
| Раббан Шимон бен Гамліель II     | 142            | 165            |
| Раббі Юда І Ха-Насі              | 165            | 220            |
| Гамаліїл III                     | 220            | 230            |
| Юда II Несіах                    | 230            | 270            |
| Гамаліїл IV                      | 270            | 290            |
| Юда III Несіа                    | 290            | 320            |
| Хіллель II                       | 320            | 365            |
| Гамаліїл V                       | 365            | 385            |
| Юда IV                           | 385            | 400            |
| Гамаліїл VI                      | С. 400         | 425            |
| Міжцарів'я (Вигнання)            | З 455 року     | З 455 року     |

Список президентів Ізраїлю:
| Президент     | Термін | Термін |
| ------------- | ------ | ------ |
| Хаїм Вейцман  | 1949   | 1951   |
| Іцхак Бен-Цві | 1952   | 1963   |
| Залман Шазар  | 1963   | 1973   |
| Ефраїм Кацир  | 1973   | 1978   |
| Іцхак Навона  | 1978   | 1983   |
| Хаїм Герцог   | 1983   | 1993   |
| Езер Вейцман  | 1993   | 2000   |
| Моше Кацав    | 2000   | 2007   |
| Шимон Перес   | 2007   | 2014   |
| Реувен Рівлін | 2014   | Діючий |

## Титули
Раббан був більш високим титулом, за рабина й надавався насі від Гамаліїла Старшого.
Титул Раббан було обмежено у використанні для нащадків Гіллеля Старшого. Винятком був Рабан Йоханан Бен-Закай (приблизно 30–90 роки), який був очільником Єрусалиму під час його облоги в 70 році й хто забезпечив майбутнє єврейському народу після Великого повстання, зверненням до імператора Веспасіана.
Раббі Ельазар бен Азарія, що був насі у 118–120 роках, не дали титул Раббан, можливо, тому, що він тільки обіймав посаду насі на нетривалий час, після чого він повернувся до нащадків Гіллеля.
Перед Раббаном Гамліелем Старшим, ця посада не була використовувана перед кимось ім'ям, відповідно до талмудичної приказки «Гадоль мі Раббан шмо» («більше за титул Раббан є його власне ім'я»). З цієї причини, Гіллель Старший  не має титулу перед його ім'ям, бо його ім'я саме по собі є титулом. Подібно й Мойсей з Авраамом не мали титулів перед їх іменами, але епітет іноді використовується, щоб розрізняти біблійні та історичні постаті, як Авраам авіну (Авраам «Наш батько») та Моше рабейну (Мойсей, «Наш вчитель»).
Починаючи з раббі Юда га-Насі (народився 135 року по Р.Х.), навіть насі не мав титулу Раббан. У свою чергу, Юда га-Насі отримав високе звання Рабейну га-кадош ('Наш святий Учитель').